# Phytomyza antennata
Phytomyza antennata este o specie de muște din genul Phytomyza, familia Agromyzidae, descrisă de Spencer în anul 1960.
Este endemică în Spania. Conform Catalogue of Life specia Phytomyza antennata nu are subspecii cunoscute.